# Jorge Sutherland
Jorge Sutherland (Maracaibo, Departamento del Zulia, Gran Colombia, 1825 –Maracaibo, Estado Zulia, Venezuela, 2 de julio de 1909) fue un militar y político venezolano. Líder del estado Zulia durante la década de 1860. Fue asociado del presidente venezolano Juan Crisóstomo Falcón.

## Biografía
Sutherland era hijo del cónsul británico en Maracaibo, Robert Sutherland Jr.con una afrodescendiente y nieto de Robert Sutherland (fallecido en 1819), un comerciante que apoyaba a Simón Bolívar. Se casó con Inés C. y tuvo hijos. Fue nombrado Coronel del Ejército Centralista en la Guerra Federal. Durante dicho conflicto conoce a Venancio Pulgar y lo convence a unirse al bando federalista. Pulgar declara la independencia fiscal y política del Zulia y el 20 de marzo de 1863 se proclama la federación en el estado Zulia, nombrándose a Pulgar como jefe de armas y a Sutherland como gobernador civil. Poco después Sutherland, apoyado por Juan Crisóstomo Falcón, inhabilita políticamente a Pulgar, justificándose en los abusos de autoridad de Purgar quién tuvo que exiliarse en la isla de Curazao.

### Presidente de Zulia
Ascendió a comandante centralista y general en Jefe, luego fue nombrado Gobernador Civil de Maracaibo; y Presidente del Estado Soberano del Zulia en 1862, siendo ratificado en el cargo en 1864. Durante su gobierno impulsó la educación y la cultura, las obras benéficas y de utilidad pública por lo que fue declarado Hijo de Maracaibo el 4 de abril de 1864. Sutherland, a lo largo de los años 1864 a 1868, se fue consolidando como caudillo regional a medida que fortalecía alianzas con los caudillos locales del Zulia ubicados en los puntos militares más importantes para resguardar a Maracaibo. La mayor amenaza era los seguidores de Venancio Pulgar quienes constantemente estuvieron conspirando para tomar el poder en Zulia.
La más importante fue la invasión de Rafael Capó abril de 1866, quién llegó a tomar Maracaibo, pero fue derrotado y ejecutado. Durante el gobierno de Jorge Sutherland en el Zulia los fusilamientos, emboscadas y envenenamientos fueron usados contra sus oponentes.
Poco antes de la caída del gobierno de Juan Crisóstomo Falcón, Jorge Sutherland firma un decreto el 30 de julio de 1868 que declaraba la total autonomía del Estado Zulia. El 5 de octubre de ese mismo año Sutherland deroga el decreto y reincorpora la región a Venezuela. La Asamblea Legislativa del Estado Zulia lo declaró Mal Ciudadano en 1869, por la crisis económica que sufrió el Zulia derogando así todos los actos legislativos que ordenen rendirle honores al "Hijo de Maracaibo.